# Horní Hraničná
Horní Hraničná (deutsch Oberkunreuth, auch Ober-Kunreuth) ist eine Ansiedlung der Gemeinde Pomezí nad Ohří im Okres Cheb, Tschechien.

## Geographie

### Geographische Lage
Horní Hraničná liegt zweieinhalb Kilometer südlich von Pomezí nad Ohří im Quellgebiet des Mlýnský potok (Mühlbach) am Rande des Naturparks Smrčiny im Fichtelgebirge. Gegen Westen und Norden erstreckt sich das Waldgebiet Bučina (Buchwald). Südlich und westlich des Ortes verläuft die Staatsgrenze zu Deutschland. Nördlich erhebt sich die U Bažantnice (568 m), im Nordosten die Zelená hora (Grünberg, 637 m), südöstlich die Krátery (587 m) sowie im Westen der Výhledy (Oberkunreuthberg, 656 m).

### Ortsgliederung
Horní Hraničná bildet zusammen mit Dolní Hraničná den Ortsteil Hraničná. Die Ansiedlung ist Teil des Katastralbezirkes Dolní Hraničná.

### Nachbargemeinden
Nachbarorte sind Dolní Hraničná, Tůně und Lesní Mlýn im Norden, Podhoří und sídliště Skalka im Nordosten, Horní Pelhřimov und Dolní Pelhřimov im Osten, Svatý Křiž im Südosten, Pechtnersreuth und Münchenreuth im Süden, Grün und Seedorf im Südwesten, Arzberg, Schlottenhof und Oschwitz im Westen sowie Schirnding und Fischern im Nordwesten.

## Geschichte
Die erste schriftliche Erwähnung des zum Kloster Waldsassen gehörenden Dorfes „Cunenrute“ war im Jahre 1249. Zu Beginn des 14. Jahrhunderts entstand südlich davon eine kleine Ansiedlung mit Feste, die ab 1320 als Oberkunreuth nachweisbar ist.  Besitzer der Feste waren die Schirndinger von Schirnding, ihnen folgte ab 1447 die Egerer Patrizierfamilie Juncker. Letztere ließ die Feste im Jahre 1563 als zweigeschossiges Renaissanceschloss mit drei Ecktürmen umgestalten. Um 1735 erwarb die Stadt Eger das Schloss Oberkunreuth mit dem zugehörigen Gut Liebeneck von den Juncker von Oberkunreuth.
Nach der Aufhebung der Patrimonialherrschaften bildete Oberkunreuth (Horní Kunreuth) ab 1850 einen Ortsteil der Gemeinde Unterpilmersreuth (Dolní Pilmersreuth) im Bezirk und Gerichtsbezirk Eger. Pfarrort war St. Anna. Ab 1880 gehörte Oberkunreuth als Ortsteil zur Gemeinde Pilmersreuth. Um 1905 ließ die Stadt Eger im Schloss ein Kindersanatorium einrichten. Oberkunreuth bestand im Jahre 1920 aus 21 Häusern und hatte 111 Einwohner. Nach dem Münchner Abkommen wurde das Dorf 1938 dem Deutschen Reich zugeschlagen und gehörte bis 1945 zum Landkreis Eger. Nach dem Ende des Zweiten Weltkriegs kam das Dorf zur Tschechoslowakei zurück und die deutschsprachige Bevölkerung wurde vertrieben. 1952 wurde der Ort in Horní Hraničná umbenannt. Mit der Errichtung des Eisernen Vorhangs wurde das neu besiedelte Dorf in den 1950er Jahren wegen seiner Lage im Grenzgebiet wieder geräumt und devastiert.
Zusammen mit Pelhřimov wurde Horní Hraničná 1961 in Háje eingemeindet. Im Jahre 1965 kam Horní Hraničná als Ortsteil zu Pomezí nad Ohří. Das Schloss wurde zunächst vom Pohraniční stráž genutzt und 1971 im Zuge der Errichtung einer neuen Kaserne abgerissen. Am 1. April 1976 wurde der Ort zusammen mit Pomezí nad Ohří nach Cheb eingemeindet. Im Jahre 1980 wurden die Cheber Ortsteile Horní Hraničná und Dolní Hraničná zum Ortsteil Hraničná vereinigt. Seit dem 24. November 1990 gehört Hraničná als Ortsteil zu Pomezí nad Ohří. 
Horní Hraničná besteht heute aus der ehemaligen Kaserne und einer Hausruine. Vom Schloss und Wirtschaftshof sind nur überwachsene Trümmerhaufen sichtbar.

## Kultur und Sehenswürdigkeiten
- Zwei Sühnekreuze
- Bismarckturm auf der Zelená hora
- Reste der Wallfahrtskirche St. Anna, nordöstlich von Horní Hraničná

## Söhne und Töchter des Ortes
- Georg Ulrich Juncker von Oberkunreuth (1615–1684), Abt des Klosters Königsaal